# Завірена копія (фільм)
«Завірена копія» (фр. Copie conforme) — драма іранського режисера Аббаса Кіаростамі за мотивами однойменної книги англійського культуролога Джеймса Міллера, героя фільму. Фільм — спостереження за трансформацією справжнього людського досвіду у фіктивний, а вигаданого — в реальний.

## Сюжет

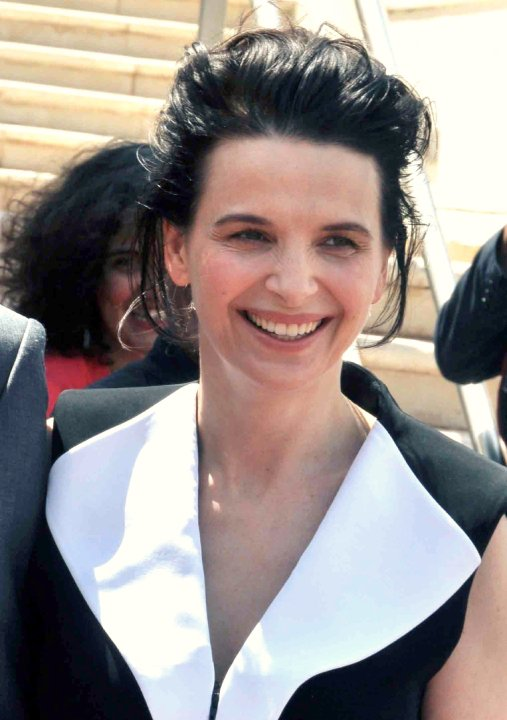
Жульєт Бінош на прем'єрі фільму на Каннському кінофестивалі (18 травня 2010).

Британський письменник Джеймс приїжджає в Італію на конференцію, присвячену проблемі оригіналів та копій в мистецтві. Там він знайомиться з француженкою, власницею картинної галереї, яка робить вигляд, що письменник — це її частенько відсутній чоловік. Письменник підіграє чарівній жінці, але ця безневинна гра незабаром стає небезпечною. Гра трансформує реальність, переходить у неї, і грань між оригіналом та копією стирається зовсім…
«Завірена копія» — книга англійської культуролога Джеймса Міллера, героя цього фільму. Довівши в своїй праці тезу про перевагу копії над оригіналом, він приїхав представляти італійський переклад книги до Тоскани, де вона колись замислювалася. А на презентації несподівано зустрів незнайому жінку, яка спочатку попросила автограф, а потім запропонувала гостю проїхатися найближчими старовинним містечками. Він погодився. Ця подорож і становить суть фільму. Спочатку йде диспут про копії та оригінал — який незабаром переходить з мистецтвознавчої площини в загальнолюдську: оригіналом «Джоконди» була Мона Ліза, а значить, картина Леонардо — теж копія.
Засоби Аббас Кіаростамі використовує гранично аскетичні. Його найсильнішим виразним засобом, крім блискучої гри акторів, в цьому фільмі виявляється мова. Жюльєт Бінош і Вільям Шімелл говорять по-англійськи, по-французьки і по-італійськи. Аббас Кіаростамі за допомогою цих трьох мов перемикає емоційні та смислові регістри діалогів. У результаті мова героїв складається в витончену музичну партитуру, яка досягає місцями майже трилерної напруги. Вибір мов і національностей тут невипадковий.  Спостерігаючи  західний світ, все-таки, з боку, режисер вважає, що будь-який чоловік по суті своїй — англієць, а дружина — француженка. Ну а Італія —ідеальна декорація любовної драми!

## У ролях
- Жульєт Бінош … Вона
- Вільям Шімелл … Джеймс Міллер
- Жан-Клод Кар'єр … чоловік на площі
- Агата Натансон … жінка на площі
- Джина Джакетті … власниця кафе
- Адріан Мур … син

## Нагороди та номінації
- «Срібна пальмова гілка» за найкращу жіночу роль (Жульєт Бінош) Каннського фестивалю
- Номінація на «Золоту пальмову гілку» Каннського фестивалю